# Bezirk Chame
Chame ist ein Bezirk (distrito) der Provinz Panamá Oeste in Panama. Die Einwohnerzahl betrug laut Volkszählung 2023 28.535.

## Gliederung
Der Bezirk Chame ist administrativ in folgende Corregimientos unterteilt:
- Chame
- Bejuco
- Buenos Aires
- Cabuya
- Chicá
- El Líbano
- Las Lajas
- Nueva Gorgona
- Punta Chame
- Sajalices
- Sorá